# Nyctophila caucasica
Nyctophila caucasica is een keversoort uit de familie glimwormen (Lampyridae). De wetenschappelijke naam van de soort is voor het eerst geldig gepubliceerd in 1854 door Motschulsky.